# Jelena Pawlowna Samsonowa
Jelena Pawlowna Samsonowa (russisch Елена Павловна Самсонова; * 1890; † 1958) war eine der ersten russischen Pilotinnen.

## Leben
Samsonowa, Tochter eines Militäringenieurs, schloss den Besuch des Białystoker Instituts für adlige Mädchen mit der Goldmedaille ab. Sie studierte dann in St. Petersburg in den Höheren Bestuschew-Kursen für Frauen. Darauf absolvierte sie in Warschau eine Chauffeur-Ausbildung. Im September 1913 nahm sie bei Moskau an Wettbewerben teil.
In Moskau hatte sich Samsonowa in der von den Piloten Boris Maslenikow und Alexander Wassiljew 1911 gegründeten ersten privaten russischen Flugschule auf dem Flugplatz auf dem Chodynkafeld zur Pilotin ausbilden  lassen. Im Sommer 1913 nach bestandener Prüfung vor der Kommission der Gesellschaft für Luftfahrt erhielt sie den Pilotenschein Nr. 167 als 5. Frau nach Lidija Swerewa, Jewgenija Schachowskaja, Jewdokija Anatra und Ljubow Golantschikowa.
Nach Beginn des Ersten Weltkriegs war Samsonowa zunächst Krankenschwester in einem Warschauer Lazarett und dann Chauffeurin in der 9. Armee. Im März 1915 wurde sie nach Moskau geschickt.
Nach der Februarrevolution 1917 wurden vom Ministerpräsidenten der Provisorischen Regierung Georgi Lwow im Frühjahr 1917 Frauen für den Dienst in der Armee zugelassen. Darauf diente Samsonowa im 26. Korps der Fliegertruppe zusammen mit Sofja Dolgorukowa.
Nach dem Bürgerkrieg arbeitete Samsonowa als Sportlehrerin in Suchumi.